# جودي بن عثمان
جودي بن عثمان العبسي الموروري (؟ - 198هـ) نحويٌّ من الأندلس، رحل إلى العراق وأخذ النحو عن أئمة نحاة الكوفة، وعاد إلى الأندلس حيث اشتغل في التدريس. يُعتبر جودي بن عثمان أوَّل نحوي في الأندلس.

## حياته
مكان ولادة جودي بن عثمان ومنشأه مختلف عليه، حيث تنصُّ بعض المصادر أنَّه ولِد في طليطلة، وتذكر مصادر أخرى أنَّه من بلدة مورور بالقرب من قرطبة، وتذكر مصادر مغايرة أنَّه ولِدَ في مدينة القيروان في تونس حالياً. وهو مولى لآل طلحة العبسيّين. ذهب جودي إلى غرناطة لدراسة النحو ثمَّ رحل إلى العراق والتقى هناك بالرؤاسي والكسائي وتلميذه الفراء، وهم من أشهر نحاة الكوفة، تلقَّى النحو عن الكسائي وأخذ نسخة عن كتابه واصطحبها معه إلى الأندلس، ثمَّ بدأ هناك بتدريس النحو أولاً في غرناطة ثمَّ في قرطبة على المذهب الكوفي، وتخرَّج على يده جماعة من النحاة، وكان النحو قبله يُدرَّس في الأندلس على المذهب البصري. كان إلى جانب علمه بالنحو، مطلعاً على الأحوال الأدبية في الأندلس وخاصة مدينته قرطبة. ألَّف كتاباً في النَّحو، وهو أوَّل نحوي بالأندلس وأول من يؤلف منها في النحو، وكان الأندلسيون قبله يدرِّسون النحو على كتب ومؤلفات نحاة المشرق. ظلَّ جودي في قرطبة، واشتغل بتعليم أولاد الحكام المتعاقبين، إلى أن تُوفِّي فيها سنة 198هـ.